# Мир тому, хто входить
«Мир тому, хто входить» (рос. «Мир входящему») — російський радянський художній кінофільм режисерів А. Алова та В. Наумова, один з шедеврів радянського кінематографу. Фільм було нагороджено призом журі за найкращу режисерську роботу та «Премією Пазінетті» (нагорода італійських кіножурналістів за найкращий іноземний фільм) на XXII Міжнародному кінофестивалі у Венеції (Італія, 1961). Однак після першого гучного успіху фільм дуже швидко й надовго заховали від глядачів, з кінця 1960-х до початку 1990-х його практично неможливо було побачити. 

## Сюжет
Фабулу фільму складає історія радянського солдата, який разом із бойовим взводом опиняється на території зруйнованого та спаленного Берліна за декілька днів до капітуляції фашистської Німеччини у Другій світовій війні. У місті, серед хаосу, солдати знаходять вагітну німецьку дівчину (Лідія Шапоренко) та збираються допомогти їй дістатися найближчого прифронтового госпіталю. Молодшого лейтенанта Івлєва (Олександр Дем'яненко), який тільки-но закінчив училище та мріє про бойові подвиги, відправлено для її супроводження. Декілька раз на шляху туди вони вступають у бій, минаючи смертельну небезпеку, щоб разом з американським солдатом (блискуча роль Миколи Гринько) доправити дівчину до безпечного місця. Для того, щоб у фіналі контужений радянський солдат Ямщиков (Віктор Авдюшко), якого везуть на операцію, побачив метушню навколо нової людини, що входить до оновленого, спокійного світу. Заключний кадр є символічним - новонароджений малюк пускає маленький "струмочок" на купу тепер вже непотрібної, викинутої зброї, яка донедавна була священною.
Не зважаючи на те, що фільм здобув дві значні нагороди на Венеційському кінофестивалі (і ще до цього був підданий двом переробкам!), у Москві його звинуватили у «натуралізмі», «художній неправді» та «експресіоністичній неправді на тему війни». В результаті – обмежений прокат (370 копій, 11,1 млн глядачів) і боязкі висловлювання в пресі.
Символізм бачився московським чиновникам у всьому: чому саме американець рятує «нову юну Німеччину» нарівні з росіянином? Це ж приниження подвигу російського народу! І взагалі, чому російський солдат — контужений, тимчасово онімілий? Це що, натяк на німоту нашого народу, на те, що радянським людям затикали роти і вони йшли в бій як раби?
І невтямки було «чиновникам від культури», що і американець, і вагітна німкеня, і контузія — все це, за задумом режисерів, працювало на одне: проявити опукло і об'ємно, з різних поглядів, міць милосердя. Милосердя, яке не могло виникнути у переможців миттєво, адже не так швидко забувається біль за знищені сім'ї, скалічені долі. Але, залишивши свій власний біль за порогом мовчання, як це зробив Ямщиков, переможці усвідомлювали свій вибір і волю припинити жити за законами війни.
Картина нічого не втратила із часом, вона так само пронизлива і з перших кадрів підкоряє своєю безхитрісною простотою. Це не просто картина про добро, а про випробування добра злом.

## Актори
- Віктор Авдюшко
- Олександр Дем'яненко
- Станіслав Хитров
- Лідія Шапоренко
- Микола Тимофєєв
- Микола Гринько
- Ізольда Ізвицька
- Віра Бокадоро
- Андрій Файт
- Володимир Маренков
- Галина Самохіна
- Віктор Кольцов
- Степан Крилов
- Михайло Логвінов
- Ервін Кнаусмюллер
- Володимир Маренков
- Василь Макаров — комендант

## Знімальна група
- Режисери: Володимир Наумов, Олександр Алов
- Сценаристи: Володимир Наумов, Олександр Алов, Леонід Зорін
- Композитор: Микола Каретников
- Оператор: Анатолій Кузнецов
- Художник: Євген Черняєв
- Звукорежисер: Владлен Шарун

## Нагороди
- 1961 — Друга спеціальна премія («Золота медаль») та Премія Пазінетті (нагорода Італійського національного синдикату кіножурналістів за найкращий іноземний фільм) на МКФ у Венеції
- 1961 — Спеціальний приз журі за найкращу режисерську роботу на МКФ у Венеції